# 五氟化氮
五氟化氮是根据氮族元素中除氮以外的元素都存在五氟化物（例如：五氟化磷）而假想出的一种化合物。五氟化氮的理论模型有两种，一种是三角双锥形的分子NF5，对称群为D3h；另一种是离子晶体NF4+F-。

## 离子晶体
1966年，W·E·托尔贝格首先合成了+5价的氮氟化物，均为四氟铵盐，例如：氟锑酸四氟铵（NF4SbF6）和氟砷酸四氟铵（NF4AsF6）。在1971年，C·T·格切尔宣布制得了氟硼酸四氟铵（NF4BF4）以及另一种假定是氟化四氟铵（NF4+F-）的白色固体。这是将三氟化氮与氟单质在77K下通过电子辐射方法制得的，温度超过143K时又分解成原先的反应物。
理论研究也表明这种离子化合物很容易分解成三氟化氮和氟气。
卡尔·O·克里斯特制得了六氟合镍(IV)酸四氟铵（(NF4)2NiF6）。他也制备氟锰酸盐、氟铀酸盐、高氯酸盐、氟磺酸盐和一些含有N2F3+离子的盐。克里斯特尝试在20°C下的无水氟化氢中通过NF4SbF6与HF的复分解反应制备氟化四氟铵。然而，他获得的是组成不定的溶剂合氟氢化铵（NF4HF2·nHF）。在室温下它是一种乳白色液体，冷却时就会变成浆糊状，在-45°C下形成白色固体。如果再次加热它，会产生F2、HF和NF3气体。这种物质有CAS号，为71485-49-9。
I·J·所罗门认为五氟化氮可由NF4AsF6的热分解制得，但是实验结果并不支持他的看法。

## 分子

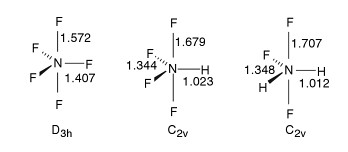
五氟化氮的可能结构

要形成NF5分子，五个氟原子就要在氮原子周围排列成三角双锥结构（能量最低）。然而，由于氮原子半径太小，不足以容纳五个氟原子，因此只有使键长增大。因为形成五个化学键需要用到3d轨道，它的能量比2s和2p高得多，所以还是不稳定。
计算表明NF5分子在热力学上自发地分解成NF4和F自由基，并放出8.5 kcal mol-1的能量，过渡态能垒（活化能）大约是20±4 kcal mol-1。